# Tịnh độ cư sĩ Phật hội Việt Nam

Đạo kỳ

Tịnh độ cư sĩ Phật hội Việt Nam là một tổ chức tôn giáo - xã hội dựa trên nền tảng là Phật giáo nhưng độc lập với Giáo hội Phật giáo Việt Nam hoạt động với phương châm hành đạo là "Tu học-hành thiện-ích nước-lợi dân" 

Biểu trưng

Theo điều tra dân số năm 2009 thì Tịnh độ Cư sĩ Phật hội Việt Nam có khoảng 11.093 tín đồ tuy nhiên theo số liệu của Ban Tôn giáo Chính phủ Việt Nam thì cả nước có gần 1,5 triệu tín đồ thuộc về giáo hội cùng với 4.800 chức sắc, 350.000 hội viên; gần 900 lương y, huấn viên y khoa, y sĩ, y sinh; trên 3.000 người làm công việc chế biến thuốc Nam, hiện diện ở 24 tỉnh, thành phố phía Nam từ Khánh Hoà tới Cà Mau . Phúc trình về tự do tôn giáo ở Việt Nam của Hoa Kỳ năm 2011 cũng đưa ra con số 1,3 triệu Phật tử thuộc về giáo hội Tịnh Độ Cư sĩ Phật hội Việt Nam 

## Cơ cấu giáo hội
Tịnh độ Cư sĩ Phật hội Việt Nam quản lý theo hệ thống từ trung ương xuống đến các chi hội tại 21 tỉnh/thành phố từ Khánh Hòa đến Cà Mau. Có 4 cấp quản lý là Ban Trị sự trung ương, cấp tỉnh, cấp huyện, cấp xã. đứng đầu Ban Trị sự Trung ương là ông Chánh Hội trưởng lãnh đạo chung. Đứng đầu các Ban Trị sự Tỉnh hội là ông Hội trưởng. Đứng đầu các ban cấp quận, huyện hội gọi là Trưởng ban Y tế phước thiện. Trụ sở chính đặt tại Tổ đình Hưng Minh Tự, số 45 đường Lý Chiêu Hoàng, phường 10, Quận 6, Thành phố Hồ Chí Minh.
Cơ sở thờ tự của Giáo hội Tịnh độ Cư sĩ Phật hội Việt Nam được gọi là hội quán, hiện tại giáo hội có 222 hội quán, mỗi hội quán đều có 1 phòng thuốc Nam phước thiện. Trong hội quán, những cư sĩ hội viên làm công tác lãnh đạo được gọi là chức sắc, chức việc. Có sáu loại chức sắc hội viên: hội viên sáng lập, hội viên danh dự, hội viên phước thiện, hội viên tán trợ, hội viên hành sự, hội viên huấn đạo. Tín đồ được xem là những người theo đạo và có quy y.

## Giáo lý cơ bản
Tịnh độ Cư sĩ Phật hội Việt Nam lấy giáo lý Phật giáo làm gốc, nhưng diễn đạt ngắn gọn, dễ hiểu phù hợp với đời sống của đa số người dân. Giáo lý tập trung ở các quyển kinh, luật, luận căn bản như:
- Lễ bái lục phương: khuyên người cư sĩ tại gia, sống tích cực nhập thế giữa đời thường mà không đánh mất tâm tính thanh tịnh.
- Phu thê ngôn luận: dùng hình thức đối đáp giữa hai vợ chồng nhằm khuyến khích người tu hành từ tư tưởng đến hành động đều phải quả quyết, không thoái chuyển.
- Đạo đức: ghi lại lời thuyết giảng ý nghĩa và phương pháp thực hành đạo đức của Đức Tông Sư Minh Trí, nội dung chủ trương đạo đức là then chốt của văn minh và khoa học.
- Giới luật: thuyết minh quan điểm của người tu Phật, nhất là người cư sĩ tại gia, nêu rõ tính nghiêm minh, cẩn trọng mà người cư sĩ tại gia nếu phát tâm thọ trì Bồ Tát giới cũng có thể đạt được những thành tựu như người xuất gia.
- Phật học vấn đáp: là bộ Phật học phổ thông, thuyết minh về Giáo hội Tăng già, vấn đề Tam qui, Chơn lý tu học, xác định giá trị cũng như vị trí của người cư sĩ tại gia trong Phật đạo.
- Phương pháp kiến tánh: thể hiện nội dung nâng cao trình độ tu học, trình bày từng giai đoạn của quá trình tu học để đạt được "Kiến Tánh". Người "Kiến Tánh" thì sẽ xa lìa được thiên kiến để thực hành trung đạo.

Về lễ tiết, Tịnh độ Cư sĩ Phật hội Việt Nam hành lễ đơn giản nhưng thành kính. Hàng năm có hai ngày lễ lớn là lễ Phật đản (8 tháng 4 âm lịch) và lễ kỷ niệm ngày viên tịch của Đức Tông Sư Minh Trí (Ngày 23 tháng 8 âm lịch). Hàng tháng vào ngày mùng một và mười lăm âm lịch là những ngày lễ sóc vọng, làm lễ quy y cho tín đồ mới nhập đạo và thuyết giảng giáo lý. Ngoài ra giáo hội còn tổ chức những ngày lễ chung của đạo Phật như Tết Nguyên tiêu, Lễ Vu Lan... Theo quy định lễ Phật 24 lạy, lễ Quán Thế Âm 12 lạy, lễ Đức Tông Sư Minh Trí 6 lạy.

## Lịch sử giáo hội
Người sáng lập và là giáo chủ Tịnh độ Cư sĩ Phật hội Việt Nam là Đức Tông Sư Minh Trí tên thật là Nguyễn Văn Bồng sinh năm Bính Tuất (1886) tại xã Tân Mỹ, tổng An Thạnh Thượng, tỉnh Sa Đéc, là con thứ bảy của ông Nguyễn Văn Bình và bà Nguyễn Thị An. Từ thuở còn nhỏ, ông đã nghiên cứu các bài thuốc chữa bệnh cứu người và giác ngộ giáo lý nhà Phật. Với nền tảng sẵn có cộng với tư chất thông tuệ, ông đã mau chóng tinh thông y dược cổ truyền Việt Nam, chủ trương dùng y học dân tộc để giúp đời, hoằng dương Phật pháp.
Đầu năm 1934, ông thành lập Tịnh độ Cư sĩ Phật hội và được giấy phép của chính phủ bảo hộ Pháp ngày 20-2-1934, lúc đó tên chính thức là Tịnh độ Cư sĩ Phật hội. Tông Sư Minh Trí chuyển tải giáo lý, kinh sách nhà Phật qua ngôn ngữ thơ ca, văn vần và dưới dạng đối đáp ngắn gọn dễ hiểu, đồng thời hướng mọi người vào hoạt động phước thiện để giúp đỡ người nghèo khó. Hoạt động Phật pháp được gắn với từ thiện nhân đạo, nên số tín đồ ngày một đông.
Ngày 22 tháng 12 năm 1953, chính phủ Quốc gia Việt Nam xác định tính hợp pháp của Giáo hội bằng Nghị định số 83/MI/DAP với tên gọi đầy đủ như hiện nay là Tịnh độ Cư sĩ Phật hội Việt Nam 
Ngày 27 tháng 11 năm 2007 Giáo hội được nhà nước Việt Nam chính thức công nhận tư cách pháp nhân